# Pseudocolopteryx flaviventris
Pseudocolopteryx flaviventris là một loài chim trong họ Tyrannidae.